# Armoriale delle famiglie italiane (Ve-Vid)
Questo è l'armoriale delle famiglie italiane il cui cognome inizia con le lettere che vanno da Ve a Vid.

## Armi

### Vec
| Stemma | Casato e blasonatura |
| ------ | --- |
|        | Vecchi (Siena) D'azzurro, al cervo saliente d'oro, e al capo dell'Impero (citato in ASFI) |
|        | Vecchi (San Gimignano, Firenze) D'oro, all'albero di pino fruttifero al naturale, nodrito sul terreno dello stesso, e al capo d'azzurro caricato di tre gigli d'oro ordinati tra i quattro pendenti di un lambello dello stesso (citato in ASFI) |
|        | Vecchi (San Gimignano, Pisa, Firenze) D'oro, all'albero di pino sradicato al naturale, fruttifero del campo (citato in ASFI) (DE) In Gold 1 naturfarbene Pinie mit gold-roten Früchten (citato in KHIF) alias (DE) Unter 1 blauen Schildhaupt, darin 1 vierlätziger goldener Turnierkragen mit je 1 goldenen Lilie zwischen den Lätzen, in Gold 1 naturfarbene Pinie mit gold-roten Früchten (citato in KHIF) |
|        | Vecchi (Livorno) Partito: nel 1° d'argento, alla fascia d'azzurro caricata di un giglio d'oro; nel 2° pure d'argento, all'albero di verde uscente dalla punta, attraversato dalla torre di rosso, aperta del campo (citato in ASFI) |
|        | Vecchi o Vechi o Vegli o Vetulo (Asti, Chieri) Titolo: consignori di Corveglia (?) Di rosso, alla banda accompagnata da due stelle, il tutto d'oro Motto: Après fortune (citato in (13)) |
|        | Vecchi o Vechio o Vecchio o Vecco (Susa) Partito, scaccato di rosso e d'oro, e palato degli stessi smalti, e per concessione, troncato in capo d'azzurro con l'anello d'oro, con il diamante incastonato e tenuto da due mani di carnagione poste in fede Motto: Nisi foprtia (citato in (13)) |
|        | Vecchi (Molfetta) spaccato, d'oro e d'azzurro, nel 1° all'aquila spiegata di nero, nel secondo al drago spiegato d'oro Motto: Laboremus (citato in ) |
|        | Vecchiarelli (Rieti) troncato in scaglione: nel 1° d'argento alla fiamma di rosso; nel 2° d'azzurro al mare d'argento; sulla divisione uno scaglione di rosso caricato di 5 stelle d'oro (citato in GUCA – pag. 258) |
|        | Vecchiarelli (Rieti) 5 stelle (6 raggi) di oro su scaglione rovesciato di rosso su troncato in scaglione rovesciato di argento e di azzurro - fiamma di rosso su argento - mare al naturale uscente dalla punta su azzurro (citato in LEOM) |
|        | Vecchiarelli (Roma) (la blasonatura non è stata ancora caricata) (Immagine nell' Archivio Storico Capitolino (PDF).) |
|        | Vecchietti (Firenze, Bibbiena) D'azzurro, a cinque animali (ermellini) montanti d'argento, 2.2.1, quelli in coppia affrontati (citato in ASFI) 5 ermellini di argento di cui 4 affrontati e uno in basso su azzurro (citato in LEOM) (Immagine nella Raccolta stemmi Trippini (JPG).) (DE) In Blau 5 silberne Hermeline, 2:2:1 gestellt, die ersten 4 einwärtsgekehrt (citato in KHIF)                        |
|        | Vecchietti Poltri (Firenze, Bibbiena) monte a 6 cime di oro uscente dalla punta sormontato da un corno da caccia legato dello stesso rivolto tutto su azzurro (citato in LEOM) |
|        | Vecchio Castello di rosso, al castello con tre torri merlate d'argento, unite da due muri merlati dello stesso, e finestrate di due pezzi per ciascuna di nero, la torre centrale più alta, caterattata e finestrata pure di nero di sei pezzi 2.2.2 (citato in MONT – pag. 116) |
|        | Vecchione (Pozzuoli) Titolo: patrizi di Pozzuoli d'oro ad una quercia di verde, fruttata d'oro (citato in (14)) albero di quercia sradicato di verde fruttato di oro su oro (citato in LEOM) |
|        | Vecchiotti (Pesaro) cervo rampante di argento su azzurro - aquila di nero su oro in capo (citato in LEOM) |
|        | Vecchius (Novara) Troncato, al 2° d'azzurro, all'aquila di nero, coronata (d'oro?), al 2° di verde, al cervo d'azzurro, saliente (citato in (13)) |
|        | Vecellio (Pieve di Cadore) Troncato : nel 1° d'oro all'aquila bicipite spiegata di nero ; nel 2° d'argento allo scaglione di nero; con una fascia di nero attraversante sulla partizione (citato in IAGI forum.) alias troncato di nero e d'argento, il II caricato di uno scaglione alzato del primo (citato in IAGI forum.)                                                                                 |

### Veg
| Stemma | Casato e blasonatura |
| ------ | --- |
|        | Veggi (Nizza Monferrato, Acqui Terme) Titolo: conti di Castelletto Molina; consignori di Silvano d'Orba, Voghera Di rosso, alla banda, accostata da tre stelle (6), il tutto d'oro, due in capo (citato in (13)) banda di oro accompagnata in alto da - 2 stelle (6 raggi) poste in banda dello stesso e da una simile in basso a destra tutto su rosso (citato in LEOM) |
|        | Veggia (Salussola) Troncato, d'oro, all'aquila di nero, e bandato d'oro e di rosso alias Troncato, d'oro, all'aquila di nero, e fasciato d'oro e di rosso (citato in (13)) |
|        | Vegi inquartato di rosso e d'azzurro, alla croce inquartata d'argento e di rosso, accantonata da quattro gigli d'oro (citato in MONT – pag. 138) |
|        | Vegis (Vercelli) D'azzurro, alla banda d'oro, accostata da tre stelle dello stesso, due poste in capo alias D'azzurro, alla banda d'oro (d'argento?), accostata da tre stelle (6), due d'argento, ordinate in banda, poste in capo, una d'oro in punta (citato in (13))                                                                                                  |
|        | Veglia (Perugia) monte a 6 cime di azzurro su oro - stella (8 raggi) di oro su azzurro (citato in LEOM) |
|        | Veglio (Alba) Titolo: conti di Castelletto Uzzone Di rosso, alla banda, accostata da due stelle (6), il tutto d'oro Motto: Après fortune (citato in (13)) |
|        | Vegnaben o Bencivegna (Todi, Mondovì) Titolo: signori di Nucetto e Perlo, Viola; consignori di Clavesana, Lisio D'argento, a tre fasce d'azzurro alias Fasciato d'argento e d'azzurro Motto: Contemnit tuta procellas (citato in (13)) |
|        | Vegni (Siena) D'azzurro, alla fascia d'oro caricata di una biscia di verde, accompagnata da tre stelle a otto punte pure d'oro, 2.1 (citato in ASFI) |

### Vel
| Stemma | Casato e blasonatura |
| ------ | --- |
|        | Vela (Ovada) Troncato: nel primo di verde, all'aquila rivoltata col volo abbassato di nero, coronata d'oro; nel 2° di rosso, a tre vele latine al naturale, poste 2, 1 (citato in (22)) |
|        | Velardita o Villardita o Vilardita (Piazza Armerina) Titolo: nobile; barone di Piazza d'argento a tre vasi di verde, fiammeggianti di rosso (citato in (14)) d'argento, a tre vasi di verde, fiammeggianti di rosso, posti due ed uno (citato in Mango e in (17)) 3 vasi ansati a forma di coppa di verde infiammati di rosso posti 2,1 su argento (citato in LEOM) Corona di barone (Cenno storico in Famiglie nobili di Sicilia (archiviato dall'url originale il 5 marzo 2016).) Ulteriore ragguaglio storico in Famiglie nobili di Sicilia (archiviato dall'url originale il 26 dicembre 2017). |
|        | Velasco o Vellaschi o Velaschi (Druento) Di rosso, al castello d'argento, di tre torri, aperto e finestrato di nero, con il capo d'azzurro, cucito, carico di tre stelle d'oro Motto: Superest sapientia mentis (citato in (13)) |
|        | Velasco (Sicilia) Titolo: nobili Di verde al castello di tre torri d'argento (citato in (14), in Mango e in (17)) castello a 3 torri di argento alla guelfa aperto e finestrato del campo su verde (citato in LEOM) (Cenno storico in Famiglie nobili di Sicilia (archiviato dall'url originale il 26 dicembre 2017).) |
|        | Velasquez (Sicilia) partito: al primo di verde, al castello torricellato di tre pezzi d'argento, aperto e finestrato del campo; al secondo d'azzurro, a tredici bisanti d'oro Cimiero: un'aquila al naturale (citato in Mango) |
|        | Velati o Vellati (Vigone, Villafalletto, Busca, Dronero) Di rosso, al castello d'argento, cimato di una bandiera d'oro, con il capo d'oro, carico di un'aquila coronata, di nero (citato in (13) e in (19)) alias Di rosso, al castello di due torri, d'argento, e una bandiera d'oro tra le due torri, con il capo d'oro, carico di un'aquila coronata, di nero (citato in (13)) di rosso con un castello d'argento, torricellato di due pezzi del medesimo, sormontato nel mezzo da uno stendardo d'oro movente dal castello; ed il capo d'oro caricato di un'aquila di nero, coronata dello stesso (citato in (19)) Cimiero: il guerriero colla spada Motto: Post tenebras spero lucem - Ne timeas |
|        | Velez o Veles (Palermo, Balestrate, Bologna) Titolo: nobile, barone di Pedagaggi inquartato: al primo e quarto d'oro, a tre bande cucite d'argento caricate di armellino di nero; nel secondo e terzo d'argento, a cinque cuori di nero, posti in croce di Sant'Andea (citato in (14), in (16) e in (17)) inquartato: al primo e quarto d'oro, a tre bande cucite d'argento caricate da ermellini di nero; nel secondo e terzo d'argento, a cinque cuori di nero, posti in decusse (citato in Mango) (Cenno storico in Famiglie nobili di Sicilia (archiviato dall'url originale il 5 marzo 2016).) Ulteriori notizie storiche in Nobili napoletani. |
|        | Vella o Vela (Vestignè in Casale) Titolo: consignori di Castelletto Merli Di verde, alla fascia d'argento, carica di una testa di cinghiale, di nero, allumata e armata d'oro, e accostata da due lacci d'amore, dello stesso, cuciti (citato in (13)) |
|        | Vella o Vela (Chieri) Di rosso, alla sbarra, accompagnata da due stelle, il tutto d'oro (citato in (13)) |
|        | Vella o Vela (Nizza) D'azzurro, alla mano di carnagione, tenente un'ancora, d'argento Motto: Tien forte (citato in (13)) |
|        | Vella e Vella Varrios e Vella Comitini (Comitini, Caltanissetta) Titolo: barone di Biggini semipartito e troncato: 1° scaccato d'argento e di nero; 2° di rosso al grifone d'oro con la fascia d'azzurro attraversante; 3° e 4° d'oro a quattro torce accese, naturali e decusse due a due (citato in (14)) semipartito e troncato: al primo scaccato d'argento e di nero; al secondo di rosso, al grifone d'oro, ritto colla fascia d'azzurro, attraversante (Calafato); al terzo d'oro, a quattro torce al naturale accese, decussate due e due, i due gruppi uno accanto all'altro (citato in Mango e in (17)) scaccato di argento e di nero - fascia di azzurro su - grifo rampante di oro su rosso - 2 paia di torce incrociate al naturale infiammate di rosso poste in fascia su oro (citato in LEOM) (Cenno storico in Famiglie nobili di Sicilia (archiviato dall'url originale il 5 marzo 2016).) |
|        | Vella Varrios (Sicilia) di rosso vestito d'oro, caricato da un'aquila di nero al volo abbassato portante nel petto uno scudo ovale, scaccheggiato d'argento e di nero; l'oro accantonato da quattro ceri d'argento accesi di rosso (citato in Mango) alias d'oro, vestito di rosso, caricato da un'aquila di nero al volo abbassato portante nel petto uno scudo ovale scaccheggiato d'argento e di nero. L'oro accantonato da quattro ceri di nero accesi di rosso (citato in (17)) (Cenno storico in Famiglie nobili di Sicilia (archiviato dall'url originale il 5 marzo 2016).) |
|        | Vellani (Carpi, Novi di Modena) albero sradicato al naturale sostenente un uccello in atto di beccare dello stesso su azzurro - 3 stelle (6 raggi) di oro poste 1,2 in alto su azzurro (citato in LEOM) |
|        | Vellati o Velati (Vercelli, Novara) Di rosso, alla vela di argento, con il suo albero alias D'argento, alla vela di rosso, con il suo albero al naturale alias Di rosso, allo standardo ondulato d'argento, posto in palo Motto: Crescit spirantibus auris (citato in (13)) |
|        | Velluti (Firenze) Troncato d'oro e di rosso, a tre anelletti del primo nel secondo, 2.1 (citato in ASFI) (DE) Gold-rot geteilt, unten 3 goldene Ringe 2:1 gestellt (citato in KHIF) alias Troncato d'oro e di rosso, a tre anelletti del primo nel secondo, 2.1, e alla corona d'alloro di verde nel primo (citato in ASFI) |
|        | Velluti (Sicilia) Titolo: marchese di Rifesi. barone di Campogrande e Cangemi partito, nel 1° spaccato d'oro pieno e di rosso a tre cerchi d'oro (Velluti); nel 2° spaccato d'oro e di nero a quattro catene dell'uno nell'altro, moventi dagli angoli dello scudo e convergenti ad un anello dell'uno nell'altro nel centro (Zati) (citato in (17)) (Cenno storico in Famiglie nobili di Sicilia (archiviato dall'url originale il 5 marzo 2016).) |
|        | Velluti (Toscana) (DE) In Blau 3 silberne Ringe, 1:2 gestellt (citato in KHIF) |
|        | Velluti (Toscana) (DE) Gold-blau geteilt, unten 3 silberne Ringe, 1:2 gestellt (citato in KHIF) |
|        | Velluti Ghini (Cortona) Troncato: nel 1° d'azzurro, all'aquila dal volo spiegato di nero, coronata d'oro, afferrante con gli artigli una testuggine al naturale; nel 2° tagliato merlato di rosso e d'argento, a due stelle a otto punte, d'oro nel primo e di rosso nel secondo (citato in ASFI) |
|        | Velluti Zati (Sicilia) partito: nel primo troncato d'oro pieno e di rosso a tre cerchi d'oro (Velluti); nel secondo troncato d'oro e di nero a quattro catene dell'uno nell'altro, moventi dagli angoli dello scudo e convergenti ad un anello dell'uno all'altro nel centro (Zati) (citato in Mango) |
|        | Velluti Zati (Firenze) Titolo: duca di San Clemente oro pieno - 3 cerchi di oro posti 2,1 su rosso - 4 catene uscenti dai 4 angoli del partito al secondo uniti al centro da un anello troncati di nero e di oro su troncato di oro e di nero (citato in LEOM) partito: nel primo troncato d'oro pieno e di rosso a tre cerchi d'oro (Velluti); nel secondo troncato d'oro e di nero a quattro catene dell'uno nell'altro, moventi dagli angoli dello scudo e convergenti ad un anello dell'uno all'altro nel centro (Zati) (Immagine nella Raccolta stemmi Trippini (JPG).) |

### Ven
| Stemma | Casato e blasonatura |
| ------ | --- |
|        | Vena (Pisa) Troncato: nel 1° d'oro, all'aquila dal volo spiegato di nero; nel 2° di rosso, a tre steli d'oro nodriti sulle tre cime superiori di un monte di sei cime di verde (citato in ASFI) |
|        | Vena (Saluzzo, Moncalieri) Bandato di rosso e d'argento (citato in (13)) |
|        | Venasca (Saluzzese) Titolo: signori di Venasca Di [...], all'aquila di [...] (citato in (13)) |
|        | Venasca (Torino) D'oro, alla pianticella d'avena di tre spighe, di verde, con il capo d'azzurro, carico di tre stelle d'argento (6) Motto: Venit dum influit et proficit (citato in (13)) |
|        | Venato (Napoli, Benevento) Titolo: conte di Salso, di Santa Maria Ingrisone di verde al leone d'argento a tre bande di rosso attraversanti il tutto (citato in (14)) Di verde, al leone d'argento, e tre cotisse di rosso, attraversanti sul tutto. Cimiero: un leone nascente d'argento. |
|        | Vendemini (Cesena) (la blasonatura non è stata ancora caricata) (citato in BLCW) Immagine in Blasone Cesenate. |
|        | Vendramini (Cesena) (la blasonatura non è stata ancora caricata) (citato in BLCW) Immagine in Blasone Cesenate. |
|        | Venectinis o Vendetti (Roma) (la blasonatura non è stata ancora caricata) (Immagine nell' Archivio Storico Capitolino (PDF) (archiviato dall'url originale il 26 febbraio 2017).) |
|        | Venere (Molise) (la blasonatura non è stata ancora caricata) (citato in DAlena) |
|        | Veneri (Firenze) D'oro, al porco rampante di nero, cinghiato d'argento (citato in ASFI) (DE) In Gold 1 schräggelegtes schreitendes silbergezäumtes schwarzes Schwein (citato in KHIF) |
|        | Venero o Veneo (Sicilia) d'oro, a tre fasce di rosso (citato in Mango e in (17)) (Cenno storico in Famiglie nobili di Sicilia (archiviato dall'url originale il 5 marzo 2016).) |
|        | Venerosi troncato di nero e d'argento (vedi blasonatura dello stemma della famiglia Agostini Fantini Venerosi della Seta) |
|        | Venerosi Pesciolini (Pisa, Firenze) Troncato di nero e d'argento alias Troncato di nero e d'argento, al pesce di rosso nel secondo (citato in ASFI) |
|        | Venerosi Pesciolini (Pisa, Firenze) pesce di rosso posto in fascia rivolto sull'argento del - troncato di nero e di argento (citato in LEOM) |
|        | Veneroso (Ovada) Troncato d'azzurro e di rosso, ad un giglio d'oro attraversante sulla partizione (citato in (22)) |
|        | Venezze (Rovigo, Padova) luna montante di argento in punta - 3 stelle (6 raggi) di oro poste 1,2 in alto tutto su azzurro (citato in LEOM) d'azzurro, al crescente montante d'argento, sormontato da tre stelle a otto raggi d'oro maleordinate (Immagine nella Raccolta stemmi Trippini (JPG).) |
|        | Venezze (Padova, Castelfranco Veneto) luna montante figurata di argento sormontata da - 3 stelle (6 raggi) di oro poste 1,2 su azzurro (citato in LEOM) |
|        | Venier (Venezia, Padova, Milano, Mantova, Capodistria (Slovenia), Parenzo (Slovenia)) fasciato di rosso e di argento (citato in LEOM) |
|        | Venini (Milano) filetto in fascia di oro su rosso - pozzo di argento affiancato a sinistra da - leone rampante rivolto di oro e a destra da un serpente ondeggiante in palo di verde in alto - 3 bande di oro in basso - capo d'Impero (citato in LEOM) |
|        | Venini (Milano) pozzo al naturale accompagnato a sinistra da - leone rampante rivolto di azzurro e a destra da un serpente ondeggiante in palo di verde tutto su argento (citato in LEOM) |
|        | Venosta (Roma) castello di pietra al naturale a 3 torri merlato alla guelfa su partito di rosso e di argento - aquila bicipite di nero coronata di oro su oro in capo (citato in LEOM) |
|        | Venosta (Roma) interzato in fascia di argento di nero e di verde - capo d'Impero (citato in LEOM) |
|        | Ventapane (Napoli) Titolo: marchesi d'azzurro all'albero di verde, sostenuto da due leoni d'oro affrontanti ed accompagnati in capo da tre gigli d'oro (citato in (14)) |
|        | Ventapane (Napoli) albero di verde nodrito su terrazzo dello stesso uscente dalla punta accompagnato da - 2 leoni controrampanti di oro su azzurro - 3 gigli di oro posti 1,2 in alto su azzurro (citato in LEOM) |
|        | Ventimiglia troncato d'oro e di rosso (citato in SPRE – Vol. III pag. 154) |
|        | Giovanni I de Ventimiglia, XV Conde de Geraci y I Marqués de Irache (secondo il Crollalanza anche la famiglia Ventimiglia di Sicilia) Titolo: signore delle Petralie, Ganci, S. Mauro, Castelbuono, Tusa, S. Gregorio, Castelluccio, Gratteri, Caronia, Sperlinga, Pettineo, Pollina, Alvira, Resultano, Belici, Mosino, Fiscaulo, Raugiovanni; barone di Barrafranca; conte di Geraci, Golisano, Montesarcio, Catanzaro, Ventimiglia, S. Eufemia, Prades; marchese di Geraci, Regiovanni; principe di Castelbuono, Belmonte, Gran Monte, S. Anna nel 1° e nel 4° di rosso col capo d'oro (per Ventimiglia); nel 2° e nel 3° d'azzurro con la banda scaccata di due file d'argento e di rosso (per la real casa normanna). (citato, per Ventimiglia, in CROL – pag. 147 e per la real casa normanna in CROL - pag. 88) (citato in Mango e in (17)) rosso pieno - capo di oro pieno - banda scaccata di argento e di rosso (2file) su azzurro (citato in LEOM) inquartato: nel 1° d'azzurro alla banda scaccata di due file d'argento e di rosso (Normanni). cimiero: un leone coronato d'oro, impugnante con la destra una spada d'argento (citato in (17)) Cimiero: un leone coronato d'oro, impugnante con la destra una spada d'argento Supporto: due leoni d'oro, coronati all'antica dello stesso, lampassati di rosso Corona e mantello di principe del S. R. Impero. Motto: Dextera Domini fecit virtutem, dextera Domini exaltavit me (Cenno storico in Famiglie nobili di Sicilia (archiviato dall'url originale il 29 febbraio 2016).) Ulteriore ragguaglio storico in Famiglie nobili di Sicilia (archiviato dall'url originale il 5 marzo 2016). |
|        | Ventimiglia di Geraci Inquartato: al 1º e 4º di rosso, al capo d'oro, al 2º e 3º d'azzurro, alla banda scaccata di due file, d'argento e di rosso (citato in (13)) |
|        | Ventimiglia di Montpezat Di rosso, alla spiga di miglio d'oro, con il capo del secondo, carico di tre spighe di miglio, del primo (citato in (13)) |
|        | Ventimiglia di Messina (Messina) inquartato: nel primo e quarto di rosso, col capo d'oro (ch'è di Ventimiglia); nel secondo e terzo d'azzurro, alla banda scaccata di due file d'argento e di rosso (che è dei Normanni) (citato in Mango) |
|        | Vento (Genova) Titolo: signori di Castellar, Roccabruna Scaccato d'argento e di rosso di 16 pezzi (citato in (13) e in Mango) alias Scaccato d'argento e di nero Motto: Se spiro spariran (citato in (13)) |
|        | Vento (Sicilia) Titolo: barone del Grano scaccato, d'argento e di rosso, di quindici pezzi (citato in (17)) (Cenno storico in Famiglie nobili di Sicilia (archiviato dall'url originale il 5 marzo 2016).) |
|        | Vento (Tropea) campo diviso in dodici quadrati sei neri e sei argento (citato in BLCL) Immagine in Tropea Magazine. |
|        | Vento (Tropea) (LA) campum divisum in duodecim talos sex nigri coloris sex vero argentei coloris (citato in BLCL) Notizie storiche in Tropea Magazine. |
|        | Ventrella (Rutigliano, Bari, Mola) Titolo: nobile d'azzurro a due rami di cipresso al naturale passati in croce di S. Andrea e sormontati da una corona reale d'oro (citato in (21)) |
|        | Ventura (Gulfi, Palermo. Chiaramonte) Titolo: barone di Raulica d'azzurro, alla fortuna al naturale poggiante col piede su di una ruota d'oro uscente dalla punta dello scudo (citato in GUCA – p. 275, in SPRE - Vol. IX p. 246, e in Mango) D'azzurro alla figura della fortuna al naturale, alla ruota d'oro uscente dalla punta dello scudo (citato in (14) e in (17)) D'azzurro, colla fortuna al naturale di carnagione sopra una ruota d'oro, tenente colle mani una sciarpa d'argento (citato in (17)) figura della Fortuna al naturale su ruota di oro uscente dalla punta tutto su azzurro (citato in LEOM) (Cenno storico in Famiglie nobili di Sicilia (archiviato dall'url originale il 5 marzo 2016).) Ulteriore ragguaglio storico in Famiglie nobili di Sicilia (archiviato dall'url originale il 26 dicembre 2017). |
|        | Ventura (Molfetta) D'azzurro alla banda di rosso, caricata di tre crescenti d'argento, accompagnata da tre stelle d'oro, due in capo ed una in punta (citato in DAlena) d'azzurro, alla banda di rosso caricata di 3 crescenti d'argento, e accompagnata da 3 stelle d'oro di 8 raggi, due in capo ordinate in fascia e una in punta Motto: Honoribus assueta (citato in ) |
|        | Ventura (Bari) D'azzurro alla banda di rosso, caricata di tre crescenti d'argento, accompagnata da due stelle d'oro (citato in DAlena) |
|        | Ventura (Lecce) D'azzurro alla fascia d'oro, accompagnata da tre rocchi di scacchiere dello stesso; col capo d'oro all'aquila bicipite di nero alias D'azzurro alla banda d'oro caricata di tre crescenti di rosso, ed accompagnata da due stelle d'oro una nel capo e l'altra nella punta (citato in DAlena) |
|        | Ventura (Parma) aquila di nero su oro - scaglione di rosso accompagnato in alto da - 2 stelle (8 raggi) di oro poste in fascia tutto su azzurro (citato in LEOM) |
|        | Ventura (Parma) busto di donna in maestà di carnagione uscente dalla troncatura sormontata da - 3 stelle (6 raggi) di argento poste 1,2 sull'azzurro del troncato di azzurro e - bandato di argento e di rosso (citato in LEOM) |
|        | Venturelli (Cortona) D'azzurro, al monte di sei cime d'oro, uscente dalla punta, accompagnato in capo da una stella a otto punte dello stesso (citato in ASFI) |
|        | Venturelli (Cesena) (la blasonatura non è stata ancora caricata) (citato in BLCW) Immagine in Blasone Cesenate. |
|        | Venturi o Venturi del Lion Bianco (Firenze) d'azzurro, alla fascia di oro accompagnata da 3 rocchi del medesimo (citato in GUCA – pag. 456) D'azzurro, alla fascia d'oro accompagnata da tre rocchi di scacchiere dello stesso, 2.1 (citato in ASFI) alias D'azzurro, alla fascia d'oro accompagnata da tre rocchi di scacchiere dello stesso, 2.1, il tutto abbassato sotto il capo cucito d'Angiò (citato in ASFI) (DE) In Blau 1 goldener Balken, begleitet oben von 2, unten von 1 goldenen Schachroch und überhöht von 1 vierlätzigen roten Turnierkragen mit je 1 goldenen Lilie zwischen den Lätzen (citato in KHIF) |
|        | Venturi (Reggio Emilia) di rosso, alla fortuna di carnagione scapigliata, bendata e cinta di velo bianco svolazzante, poggiata col piede sul mozzo di una ruota d'oro, tenente nella sinistra una cornucopia d'oro ricolma di frutti al naturale; al capo d'azzurro caricato di un giglio d'oro accostato ai fianchi da una stella dello stesso Motto: Fortuna juvat (citato in GUCA – pag. 275) |
|        | Venturi (Montepulciano) D'azzurro, al destrocherio di carnagione, vestito d'argento e di nero, impugnante una fiamma di rosso (citato in ASFI) (DE) In Blau 1 silberbekleideter Rechtarm, 1 rotes Feuer haltend (citato in KHIF) |
|        | Venturi (Pistoia) D'oro, a tre fasce d'azzurro, e alla banda attraversante d'argento alias Fasciato di otto pezzi d'oro e d'argento, alla banda attraversante d'argento alias Fasciato di sei pezzi d'argento e di nero, al capo d'oro alias Fasciato di sei pezzi di nero e d'argento, al capo d'oro (citato in ASFI) |
|        | Venturi (Sansepolcro) Di cielo, all'orso al naturale fermo sul terreno dello stesso, accompagnato in capo da un sole d'oro orizzontale a destra, e da una rosa di rosso a sinistra (citato in ASFI) |
|        | Venturi (Siena) D'argento, alla fascia d'azzurro, accompagnata da tre rose dello stesso, 2.1 alias D'oro, alla fascia d'azzurro, accompagnata da tre rose dello stesso, 2.1 (Citato in (23) Tavola 110 pag. 260) (D'oro, alla fascia d'azzurro, accompagnata da tre rose dello stesso, 2.1 ) (citato in BNDD) Immagine ne L'araldica sarteanese nei secoli. alias Inquartato: nel 1° e 4° d'argento, alla fascia d'azzurro, accompagnata da tre rose dello stesso, 2.1; nel 2° e 3° d'oro, a due fasce ondate di rosso alias Inquartato: nel 1° e 4° d'oro, alla fascia d'azzurro, accompagnata da tre rose dello stesso, 2.1; nel 2° e 3° d'oro, a due fasce ondate di rosso alias Inquartato: nel 1° e 4° d'argento, alla fascia d'azzurro, accompagnata da tre rose dello stesso, 2.1; nel 2° e 3° d'oro, a tre fasce ondate di rosso alias Inquartato: nel 1° e 4° d'oro, alla fascia d'azzurro, accompagnata da tre rose dello stesso, 2.1; nel 2° e 3° d'oro, a tre fasce ondate di rosso alias Inquartato: nel 1° e 4° d'argento, alla fascia d'azzurro, accompagnata da tre rose dello stesso, 2.1; nel 2° e 3° di rosso, al semivolo d'oro alias Inquartato: nel 1° e 4° d'oro, alla fascia d'azzurro, accompagnata da tre rose dello stesso, 2.1; nel 2° e 3° di rosso, al semivolo d'oro (citato in ASFI) |
|        | Venturi (Siena) Di..., alla croce di..., accantonata nel 3° e 4° da due stelle a otto punte di... (citato in ASFI) |
|        | Venturi (Minervino, Tuglie, Lecce, Trani, Bari) Titolo: duca di Minervino, patrizio di Bari d'azzurro alla banda d'oro caricata da tre mezzelune di rosso, accostata da due stelle d'oro, una in capo ed un'altra in punta (citato in (14)) 3 lune montanti di rosso su banda di oro accompagnata da - 2 stelle (6 raggi) dello stesso poste in sbarra tutto su azzurro (citato in LEOM) |
|        | Venturi (Cesena) fascia di rosso su azzurro - fiamma di rosso uscente dalla fascia a destra - sole nascente dal canton sinistro del capo di oro su azzurro in alto - braccio destro di carnagione uscente dalla punta reggente una luna montante di argento su azzurro (citato in LEOM) |
|        | Venturi (Cesena) (la blasonatura non è stata ancora caricata) (citato in BLCW) Immagine in Blasone Cesenate. |
|        | Venturi busto di donna in maestà di carnagione uscente dalla troncatura sormontata da - 3 stelle (6 raggi) di argento poste 1,2 sull'azzurro del troncato di azzurro e di rosso - banda di argento sul rosso (citato in LEOM) |
|        | Venturi busto di bambino nudo in maestà di carnagione uscente dalla troncatura sormontato da - 3 stelle (6 raggi) di oro poste 1,2 sull'azzurro del troncato di azzurro e di rosso - 3 sbarre di argento sul rosso (citato in LEOM) |
|        | Venturi (Reggio Emilia, Pisa, Marina di Massa, Milano, Caserta) ruota a 8 raggi di oro accompagnata da 3 gigli dello stesso posti 2,1 su rosso - stella (6 raggi) di oro su azzurro in capo (citato in LEOM) |
|        | Venturi Borgognini (Siena) D'oro, alla banda d'azzurro caricata di tre gigli del campo posti e ordinati nel senso della pezza (citato in ASFI) |
|        | Venturi-Gallerani (Siena) (la blasonatura non è stata ancora caricata) (Immagine nella Raccolta stemmi Trippini (JPG).) alias (la blasonatura non è stata ancora caricata) (Immagine nella Raccolta stemmi Trippini (JPG).) |
|        | Venturi Gallerani (Siena) fascia di azzurro accompagnata da - 3 rose dello stesso poste 2,1 su oro - 3 fasce controinnestate di rosso su oro (citato in LEOM) |
|        | Venturi Ginori (Firenze) fascia di oro accompagnata da - 3 rocchi di scacchiere dello stesso posti 2,1 su azzurro - capo d'Angiò (sulla prima partizione) - 3 stelle (8 raggi) di azzurro su banda di oro su azzurro - fascia di azzurro accompagnata da - 3 conchiglie di argento poste 2,1 su oro (citato in LEOM) |
|        | Venturini (Pontremoli) d'azzurro, alla fortuna d'argento col velo svolazzante posata sul piede destro su di un monte di 3 cime d'oro, movente dalla punta dello scudo (citato in GUCA – pag. 272) |
|        | Venturini (Pontremoli) figura della Fortuna in maestà di argento su monte a 6 cime di oro uscente dalla punta reggente con la destra una bandiera allungata disposta in arco sopra di lei tutto su azzurro (citato in LEOM) |
|        | Venturini (Tagliacozzo) partito; il primo di rosso al leone d'oro sormontato da un giglio dello stesso e attraversato da una banda diminuita di nero; il secondo d'azzurro alle quattro fasce diminuite e ondate d'argento motto: ad ventura capiendum (Citato in (9) - pag. 1093, vol. II) |
|        | Venturini (Siena) Di rosso, al leone d'argento e alla banda attraversante d'azzurro caricata di tre coppie di delta (o triangoli vuoti) intrecciati d'oro (citato in ASFI) |
|        | Venturini (Siena) Partito: nel primo di rosso, al leone d'argento, nel secondo d'azzurro, a sei cotisse cucite di rosso (citato in (23 Tav. 63 pag.166)) alias Inquartato: nel 1° e 4° di rosso, al leone d'argento (talvolta leopardito), coronato d'oro; nel 2° e 3° bandato d'azzurro e di rosso; il tutto abbassato sotto il capo dell'Impero (citato in ASFI) |
|        | Venturini (Pontremoli, Pisa, Firenze) D'azzurro, alla fortuna di carnagione velata d'argento ferma su un monte di tre cime d'oro movente dalla punta alias Partito: nel 1° d'azzurro alla fortuna di carnagione velata d'argento, ritta su un monte di tre cime d'oro movente dalla punta, e al capo di Pisa; nel 2° d'argento, alla croce scanalata di rosso, accantonata nel 1° e nel 2° quarto da due galli arditi affrontati di nero, e nel 3° e 4° da due leoni affrontati d'oro, coronati dello stesso (citato in ASFI) |
|        | Venturini (Pistoia) Inquartato d'azzurro e d'oro, a quattro losanghe dell'uno nell'altro (citato in ASFI) |
|        | Venturini (Firenze) D'oro, a tre ricci fermi d'argento, 2.1 (citato in ASFI) |
|        | Venturini (Chioggia) (la blasonatura non è stata ancora caricata) (citato in Araldica gentilizia (archiviato dall'url originale il 4 marzo 2016).) |
|        | Venturini (Trevi) (la blasonatura non è stata ancora caricata) Notizie storiche nel sito della Associazione Pro Trevi. |
|        | Venturini (Viterbo) aquila al naturale ali abbassate (volo) su terrazzo di verde uscente dalla punta fissante - un sole di oro uscente dal canton sinistro del capo tutto su azzurro (citato in LEOM) |
|        | Venturini (Parma) figura della Fortuna al naturale vestita inferiormente di una gonna posta in maestà su terrazzo di verde uscente dalla punta afferrante con le 2 mani un velo svolazzante ad arco sopra di lei tutto su azzurro - aquila bicipite di nero su oro in capo (citato in LEOM) |
|        | Venturini (Parma) sbarra convessa di rosso arabescata di oro su azzurro - 3 stelle (6 raggi) di oro poste in fascia in alto a sinistra - toro passante di argento in basso a destra (citato in LEOM) |
|        | Venturini Galliani (Pisa) figura della Fortuna in maestà di argento su monte a 3 cime di oro uscente dalla punta reggente con la destra una bandiera allungata disposta in arco sopra di lei tutto su azzurro - croce dentellata di rosso su argento accompagnata - in capo da 2 galli affrontati di nero - e in basso da 2 leoni controrampanti di oro (citato in LEOM) |
|        | Venusio (Napoli, Turi, Bari) Titolo: marchese di Turi d'argento alla fascia d'azzurro carica di tre stelle d'oro, accompagnata da tre rose di rosso due in capo e una in punta (citato in (14) e in (16)) 3 stelle (6 raggi) di oro su fascia di azzurro su argento accompagnata da - 3 rose di rosso poste 2,1 sempre su argento (citato in LEOM) Notizie storiche in Nobili napoletani. |
|        | Venuso (Messina) d'azzurro, a tre fasce d'oro, quella del capo e l'altra della punta scorciate (citato in Mango) 3 fasce di oro su azzurro - la prima e la terza scorciate (citato in LEOM) |
|        | Venuti (Firenze) Di..., al tralcio di vite di..., ondeggiante in banda (citato in ASFI) |
|        | Venuti (Firenze) D'azzurro, all'albero di pino fruttifero nodrito sul terreno e sinistrato da un orso levato contro il tronco, il tutto al naturale (citato in ASFI) |
|        | Venuti (Cortona) D'oro, a due mazze d'arme decussate, quella in banda di nero e quella in sbarra di rosso, legate da una catena di nero a destra e di rosso a sinistra alias D'oro, a due mazze d'arme decussate, quella in banda di nero e quella in sbarra di rosso, legate da una catena di nero a destra e di rosso a sinistra, con il capo di Santo Stefano (citato in ASFI) |
|        | Venuti o Venuti Alfieri (Cortona) 2 mazze d'armi incrociate quella posta in banda di nero su quella posta in sbarra di rosso legate al basso da una catena con le maglie alternate di nero e di rosso tutto su argento (citato in LEOM) |
|        | Venuti (Messina) troncato: nel primo di rosso al leone leopardito d'argento; nel secondo d'argento a due pali di rosso (citato in Mango) |
|        | Venzi (Firenze) D'azzurro, al cuore di rosso sormontato da una cometa d'oro accostata da due gigli d'argento (citato in ASFI) |

### Ver
| Stemma | Casato e blasonatura |
| ------ | --- |
|        | Veraci (Firenze) Di rosso, a tre meloni al naturale, picciolati e fogliati di un pezzo dello stesso, 1.2 (citato in ASFI) |
|        | Veracini (Firenze) Partito: nel 1° d'oro, all'aquila dal volo spiegato di rosso, coronata dello stesso, uscente dalla partizione; nel 2° d'azzurro, al fianco destro appuntato d'oro caricato di una torre del primo e al palo attraversante del secondo (citato in ASFI) |
|        | Verani (Nizza) D'argento, alla rosa al naturale, gambuta e fogliata (citato in (13)) |
|        | Verani Masin (Torino, Nizza) Titolo: baroni di Castelnuovo Partito, al 1° di Verani, al 2° mareggiato di verde e di argento, a tre scogli del secondo, uscenti e male ordinati (Masin) (citato in (13)) rosa al naturale fogliata e stelata di verde su argento - 3 scogli posti 1,2 al naturale uscenti dal mare di argento mareggiato di verde (citato in LEOM) Motto: Tranquillus in undis |
|        | Verardi o Verardo (Chieri, Torino) Di rosso, allo scaglione d'argento (citato in (13)) |
|        | Verardi (Messina) Titolo: marchesi d'azzurro al braccio sinistro di carnagione, uscente dal lato destro, tenente un cuore infiammato di rosso, accompagnato a sinistra da un leone d'oro rivolto, sul terreno di verde (citato in (14)) d'azzurro, al braccio sinistro di carnagione, tenente un cuore di rosso, fiammeggiante dello stesso, ed un leone rivolto d'oro, sostenuto da un piano di verde e rampante contro il fianco sinistro dello scudo (citato in Mango e in (17)) Corona di marchese (Cenno storico in Famiglie nobili di Sicilia (archiviato dall'url originale il 5 marzo 2016).) |
|        | Verardi (Sicilia) braccio destro uscente da sinistra di carnagione reggente un cuore infiammato di rosso su azzurro accompagnato a destra da - leone rampante rivolto di oro su terrazzo di verde uscente dalla punta su azzurro (citato in LEOM) |
|        | Verardi (Cesena) (la blasonatura non è stata ancora caricata) (citato in BLCW) Immagine in Blasone Cesenate. |
|        | Verasis e Verasis Asinari (Asti, Pavia ?) Titolo: conti di Castiglione Tinella, Costigliole; consignori di Quattordio D'argento, alla quercia nutrita sul terreno, con un porco cinghiato, d'argento, passante e attraversante sul tronco, con il capo d'oro, carico di un'aquila coronata, di nero alias Inquartato, al 1° e 4° d'oro, all'aquila coronata di nero, al 2° e 3° di Verasis, e sul tutto di Asinari Motto: Fortior est virtus (citato in (13)) |
|        | Verasis Asinari (Torino) maiale passante al naturale fasciato di argento su albero di quercia di verde su terrazzo dello stesso su argento - capo d'Impero (citato in LEOM) |
|        | Verasis Asinari (Torino) torre di oro merlata (3 pezzi) alla guelfa aperta e finestrata di argento su scudetto di azzurro - bordura composta di rosso e di argento su - aquila coronata di nero su oro - maiale passante al naturale fasciato di argento su albero di quercia di verde su terrazzo dello stesso su argento - capo d'Impero (citato in LEOM) |
|        | Vercelli (Savigliano) D'azzurro, al castello d'argento di tre torri, con il capo d'oro, carico di un'aquila coronata, di nero Motto: Versus coelum (citato in (13)) |
|        | Vercelli (Nizza) Titolo: signori di Ascros D'azzurro, a due aste di stendardo d'oro, passate in decusse, accompagnate da tre stelle, dello stesso, male ordinate (citato in (13)) |
|        | Vercellino (Vercelli) Titolo: consignori di Castellamonte D'argento, alla banda di rosso, con il capo d'azzurro, carico di un ramoscello di melograno, d'oro, aperto di rosso Motto: Decor ab intus (citato in (13)) |
|        | Vercellis (Biella) Titolo: consignori di Vaglierano D'azzurro, al decusse gigliato, accantonata da quattro gigli, il tutto d'oro alias D'azzurro, a due scettri, gigliati alle due estremità, decussati, accantonati da quattro gigli, il tutto d'oro Motto: Per soffrir s'acquista (citato in (13)) |
|        | Vercellis (Tortona) Sbarrato d'oro e di rosso, con il capo d'argento, carico di due rami di alloro, in decusse alias Sbarrato d'oro e di verde, con il capo d'argento, carico di due rami di alloro, in decusse (citato in (13)) |
|        | Vercellone o Vercellono (Sordevolo, Biella, Torino) D'azzurro, alla croce d'oro, caricata in cuore da un quadretto d'azzurro, e accantonata da quattro gigli, d'oro Motto: Respice finem (citato in (13)) |
|        | Verchionesi (Pisa) Inquartato: nel 1° e 4° scaccato d'argento e di nero; nel 2° e 3° d'oro, al chiavistello posto in fascia di nero (citato in ASFI) |
|        | Verdelli (Siena) D'oro, alla banda d'azzurro, accompagnata da quattro uccelli di nero, posti due nel capo e due nella punta (citato in (23) Tavola 123 pag. 286) alias D'oro, alla banda d'azzurro, accostato da quattro uccelli posati di verde, 2.2 (citato in ASFI) |
|        | Verdi (Firenze) Tagliato d'oro e di rosso, all'albero sradicato fronzuto a destra e secco a sinistra, sostenuto da due leoni, il tutto al naturale e attraversante; e al breve d'argento attraversante in alto al tronco dell'albero e caricato delle lettere S.E.V. di nero alias Trinciato d'oro e di rosso, all'albero sradicato fronzuto a destra e secco a sinistra, sostenuto da due leoni, il tutto al naturale e attraversante; e al breve d'argento attraversante in alto al tronco dell'albero e caricato delle lettere S.E.V. di nero alias Troncato d'oro e di rosso, all'albero sradicato fronzuto a destra e secco a sinistra, sostenuto da due leoni, il tutto al naturale e attraversante; e al breve d'argento attraversante in alto al tronco dell'albero e caricato delle lettere S.E.V. di nero (citato in ASFI) |
|        | Verdi (Toscana) (DE) In Gold 1 grüne Palme, überdeckt von 1 silbernen zweilätzigen Schriftband und beidseitig begleitet von 2 einwärtsgekehrten schwarzen Löwen (citato in KHIF) |
|        | Verdi (Cremona) (la blasonatura non è stata ancora caricata) (Immagine nella Raccolta stemmi Trippini (JPG).) |
|        | Verdi (Cremona) spaccato; nel primo d'argento, al sinistrocherio vestito di rosso, movente dal fianco destro, sostenente un cavolo di verde, sormontato da una stella d'oro; nel secondo d'argento, a tre bande di nero (citato in BLCR) Immagine in Blasonario Cremonese (archiviato dall'url originale il 7 aprile 2014). |
|        | Verdiani (Empoli) Troncato semipartito: nel 1° di..., all'uccello posato di...; nel 2° losangato di... e di...; nel 3° fasciato di... e di... (citato in ASFI) |
|        | Verdiani (Firenze) Di..., alla sbarra di..., caricata di tre teste di biscia recise e rivolte di..., e accompagnata in capo da una stella a sei punte di... alias Di..., alla sbarra di..., caricata di tre teste di pesce recise e rivolte di..., e accompagnata in capo da una stella a sei punte di... (citato in ASFI) |
|        | Verdile (la blasonatura non è stata ancora caricata) (citato in DAlena) |
|        | Verdina (Castellalfero, Torino, Pinerolo) Titolo: conti di Valle S. Martino; consignori di Villarfocchiardo D'oro, alla quercia nutrita sulla pianura erbosa, con i rami decussati, di verde Motto: Robore et ingenio (citato in (13)) |
|        | Verdoni (Cesena) (la blasonatura non è stata ancora caricata) (citato in BLCW) Immagine in Blasone Cesenate. |
|        | Verdun o Verduno (Villafranca Piemonte, Torino) Titolo: consignore di Cantogno, Verduno; conte di Valle San Nicolao D'oro, a tre bande di nero, caricate di altra banda, di rosso, con il capo d'argento, cucito, carico di tre C di rosso, ordinati in fascia (citato in (13)) d'oro con tre bande di rosso profilate di nero; ed un capo cucito d'argento, caricato di tre lettere G maiuscole rosse (citato in (19)) alias d'oro, a due bande di rosso; col capo d'argento cucito, carico di tre G di rosso, ordinati in fascia (citato in (19)) 2 bande di rosso su oro - 3 lettere G maiuscole di rosso poste in fascia su argento in capo (citato in LEOM) alias d'oro con tre bande di nero, caricate di altre bande di rosso (citato in (19)) |
|        | Verdura (Messina) d'argento, al cipresso di verde nodrito sopra un terreno dello stesso con due leoni coronati di nero lampassati di rosso, affrontati al tronco (citato in Mango) |
|        | Verduzio (Napoli, Roma) Titolo: nobili d'argento all'albero di gelso al naturale sulla campagna di verde (citato in (14)) albero di gelso al naturale nodrito su terrazzo di verde uscente dalla punta su argento (citato in LEOM) |
|        | Vergara o Vergara Caffarelli (Palermo) Titolo: duca di Craco, marchese di Comignano, marchese di Savochetta / nobile dei duchi di Craco, dei marchesi di Comignano, dei marchesi di Savochetta troncato: 1° di rosso al castello di tre torri d'argento merlato, aperto e finestrato di nero, nel 2° partito a destra di azzurro al leone d'oro, a sinistra fasciato cuneato di rosso d'oro, caricato di un'aquila bicipite di nero, coronata dello stesso sulle due teste e attraversante sulla partizione (citato in (14)) castello a 3 torri di argento merlato finestrato e aperto di nero su rosso - aquila bicipite di nero coronata su ambo le teste di oro sul semipartito di azzurro e di - fasciato dentellato di rosso e di oro (nella seconda troncatura) - su leone rampante di oro sull'azzurro (citato in LEOM) alias troncato: al primo di rosso, al castello di tre torri d'argento; al secondo partito: a destra d'azzurro, al leone d'oro, a sinistra cimato di rosso e d'oro, colla fascia d'oro caricata da un'aquila bicipite di nero coronata nelle due teste dello stesso; essa fascia attraversante sulla partizione (citato in Mango) diviso; nel 1° di rosso, con un castello d'argento torricellato di tre pezzi chiuso e finestrato di nero (per Vergara); nel 2° d'azzurro, con un leone d'oro, partito con quattro grembi di rosso e d'oro, il tutto sormontato dal capo dell'impero (citato in (17)) spaccato semipartito: al 1° di rosso al castello di tre torri d'argento; al 2° d'azzurro al leone d'oro; al 3° inchiavato di rosso e d'oro, ed una fascia d'oro caricata di un'aquila bicipite di nero, le teste coronate dello stesso, attraversante sulla partizione (citato in (17)) aquila bicipite coronata su ambo le teste di nero su fascia di oro su troncato e semipartito di rosso di azzurro e fasciato dentato di rosso e di oro - castello (3 torri) di argento su rosso aperto e finestrato del campo uscente dalla fascia - leone rampante di oro su azzurro (citato in LEOM) Corona di duca (Cenno storico in Famiglie nobili di Sicilia (archiviato dall'url originale il 5 marzo 2016).) Ulteriore ragguaglio storico in Famiglie nobili di Sicilia (archiviato dall'url originale il 26 dicembre 2017). Ulteriori notizie storiche, stemma, immagini e documenti in Storia della Famiglia Vergara Caffarelli di Craco. |
|        | Vergellese (Padova, Venezia) 3 bande di argento su azzurro (citato in LEOM) |
|        | Vergelli (Firenze) D'azzurro, a tre rami secchi al naturale nodriti sulle tre cime di un monte d'oro (citato in ASFI) |
|        | Vergerio (Lentiai, Valdobbiadene) fascia squamata di argento e armellinata di nero su azzurro (citato in LEOM) |
|        | Vergerio (Lentiai, Valdobbiadene) fascia squamata di argento e armellinata di nero su azzurro accompagnata da - una croce patente di nero in alto su azzurro (citato in LEOM) |
|        | Vergerio (Lentiai, Valdobbiadene) 6 gigli posti in piramide rovesciata (3,2,1) di oro su azzurro - crocetta di oro su argento in capo (citato in LEOM) |
|        | Vergiate (la blasonatura non è stata ancora caricata) (citato in DAlena) |
|        | Vergiolesi (Pistoia) Bandato di sei pezzi d'argento e d'azzurro (citato in ASFI) |
|        | Vergnano (Chieri) Titolo: conti di Bayrols, Villar; signori di Giaveno D'oro, alla gemella di rosso, posta in fascia, accompagnata in punta da due verne al naturale, con il capo d'azzurro, carico di due stelle d'oro Motto: Nescia falli (citato in (13)) |
|        | Vergnasco (Biella) D'argento, alla fascia d'azzurro, carica di una pianticella di viola, di verde, fiorita di tre fiori disposti a ventaglio, due in argento sulla fascia, uno d'azzurro in capo (citato in (13)) |
|        | Veri (Firenze) D'azzurro, al leone d'oro accompagnato da tre stelle a otto punte dello stesso, una in capo e due ai lati, e alla banda attraversante di nero (citato in ASFI) |
|        | Veri (Siena) Di..., a due bastoni crescentati decussati di... (citato in ASFI) |
|        | Veri (Trevi) (la blasonatura non è stata ancora caricata) Notizie storiche nel sito della Associazione Pro Trevi. |
|        | Verità Poeta (Verona) scaglione di oro accompagnato da - 3 stelle (8 raggi) dello stesso poste 2,1 su azzurro (citato in LEOM) |
|        | Vermigli (Amandola) Titolo: nobili di Amandola, nobili di Cingoli fascia di oro accompagnata in alto da - 3 stelle (5 raggi) dello stesso poste 1,2 - e in punta da una rosa di rosso fogliata e stelata di verde tutto su azzurro (citato in LEOM) |
|        | Vermiglioli (Roma) (la blasonatura non è stata ancora caricata) (Immagine nell' Archivio Storico Capitolino (PDF) (archiviato dall'url originale il 5 marzo 2016).) |
|        | Verna (Molfetta) d'oro, alla fascia d'azzurro (citato in ) |
|        | Vernacci (Firenze) D'azzurro, alla croce di sant'Andrea d'argento, caricata di cinque gigli d'oro, 2.1.2 (citato in ASFI) |
|        | Vernacci (Toscana) (DE) In Blau 1 silbernes Schrägkreuz, belegt mit 5 schwarzen Lilien, die mittlere senkrecht, die übrigen der Figur nach gelegt (citato in KHIF) |
|        | Vernaccia (Toscana) (DE) In Blau 1 silbernes Schrägkreuz, belegt mit 5 goldenen Lilien, die mittlere senkrecht, die übrigen der Figur nach gelegt (citato in KHIF) |
|        | Vernagalli (Pisa) Di rosso, al leopardo illeonito d'argento (citato in ASFI) |
|        | Vernagallo (Sicilia) Titolo: barone di Desi, Sparacia di rosso al leone d'argento (citato in (14), in Mango e in (17)) leone rampante di argento su rosso (citato in LEOM) Elmo e corona di barone (Cenno storico in Famiglie nobili di Sicilia (archiviato dall'url originale il 5 marzo 2016).) Ulteriore ragguaglio storico in Famiglie nobili di Sicilia (archiviato dall'url originale il 26 dicembre 2017). |
|        | Vernati o Vernato (Chieri) D'argento, a tre ontani, di verde, con il capo d'azzurro, carico di una stella (6), d'oro alias D'argento, a tre ontani, nutriti nella pianura, il tutto di verde, con il capo d'azzurro, carico di una stella (6), d'oro (citato in (13)) |
|        | Vernazza o Vernasso (Bra, Alba, Cervere) Titolo: baroni di Freney Inquartato, al 1° e al 4° d'azzurro, allo scaglione d'oro, accompagnato da tre grappoli d'uva, d'argento, al 2° e 3° fasciato d'oro e di rosso, con il capo d'azzurro, carico di un albero, d'oro Motto: Suavis et decora (citato in (13)) |
|        | Vernazza (Lecce, Castrì) Titolo: nobili d'oro a tre fasce di rosso accompagnate in capo da una mezzaluna d'argento (citato in (14)) 3 fasce di rosso su oro accompagnate in capo da - una luna di argento (citato in LEOM) |
|        | Vernazzi (Palermo) di rosso, al monte di nove cime d'oro (citato in Mango e in (17)) (Cenno storico in Famiglie nobili di Sicilia (archiviato dall'url originale il 5 marzo 2016).) |
|        | Vernazzi Fondulo (Milano) leone rampante di argento su azzurro - leone rampante di argento impugnante una spada al naturale posta in palo con la zampa destra anteriore su rosso (citato in LEOM) |
|        | Vernazzi (Cremona) Titolo: conti parmensi, nobili di Cremona d'azzurro, al leone d'argento, armato d'oro (citato in BLCR) Immagine in Blasonario Cremonese (archiviato dall'url originale il 7 aprile 2014). |
|        | Vernesi o Domus Vernesii (Roma) d'azzurro, a sei gigli d'oro posti 3, 2, 1 (immagine dello Stemmario reale di Baviera.) |
|        | Vernet o Verneti (Aosta) D'argento, al ciliegio sostenente una gazza, il tutto al naturale Motto: Post flores fructus (citato in (13)) |
|        | Vernetti o Verneti (Vigone) Troncato d'argento e di nero, all'ontano (verna) di verde, sradicato di argento, attraversante (citato in (13)) |
|        | Verney d'azzurro al monte d'oro di tre vette, sormontate da tre gigli d'argento ordinati in fascia e questi da due stelle d'oro (citato in SPRE – Vol. III pag. 259) |
|        | Verney (Chambery, Torino) d'azzurro al monte d'oro di tre vette, sormontate da tre gigli d'argento maleordinati e questi da due stelle a otto raggi d'oro (Immagine nella Raccolta stemmi Trippini (JPG).) |
|        | Vernice (Molfetta) d'argento, alla croce di rosso, accantonata da 4 rose dello stesso (citato in ) |
|        | Vernone o Vernoni (Carignano, Poirino) Scaccato d'azzurro e d'oro, con capo del primo, carico di tre stelle (6) del secondo, male ordinate alias Scaccato d'azzurro e d'oro, con il capo di rosso, carico di tre stelle (6) del secondo, male ordinate Motto: Quietum nemo impune lacesset (citato in (13)) |
|        | Verolfo o Verulfo (Chivasso) Titolo: conti di Boschetto; consignori di Monteu da Po, Viù D'argento, allo scaglione di rosso, accostato da due cani dello stesso, affrontati sul medesimo, accompagnato in punta da un albero di verde, nutrito nella punta dello scudo (citato in (13)) |
|        | Verone (Scala) (la blasonatura non è stata ancora caricata) (citato in DAlena) |
|        | Veronese (Chioggia) (la blasonatura non è stata ancora caricata) (citato in Araldica gentilizia (archiviato dall'url originale il 4 marzo 2016).) |
|        | Veronese (Venezia) 3 stelle (6 raggi) di oro su fascia di azzurro su - inquartato di argento e di rosso (citato in LEOM) |
|        | Veronesi (Cesena) (la blasonatura non è stata ancora caricata) (citato in BLCW) Immagine in Blasone Cesenate. |
|        | Veronici (Montefalco) (troncato azzurro, alla stella di sei raggi d'oro, e di rosso, alla banda d'argento; alla fascia dello stesso attraversante sulla partizione) (citato in Degli Abbati) |
|        | Verospi di azzurro a due cani d'argento collarinati di rosso controrampanti, accompagnati in capo da 3 stelle di 6 d'oro male ordinate (citato in SPRE – Vol. III pag. 382) |
|        | Verospi (Roma) (la blasonatura non è stata ancora caricata) (Immagine nell' Archivio Storico Capitolino (PDF).) |
|        | Verqueria (Torino) D'azzurro, al leone d'oro, armato di nero e lampassato di rosso alias D'azzurro, al leone d'oro, armato, coronato e lampassato di rosso Motto: Insidiis obstat virtus (citato in (13)) |
|        | Verri (Milano) di rosso, alla fascia d'argento caricata di un verro passante al naturale cinghiato del secondo; al capo d'oro all'aquila bicipite, coronata d'oro (citato in GUCA – pag. 577) |
|        | Verri (Cosenza) Di rosso alla fascia d'argento caricata di un verro passante al naturale (citato in BLCL) |
|        | Verri (Alba, Baviera) Titolo: conti della Bosia / conti di Baviera con i predicati di von Killberg aus Gansheim und Berg D'argento, al leone d'azzurro, armato e lampassato di rosso, coronato d'oro, con il capo del secondo, carico di una stella (6), d'oro (citato in (13)) |
|        | Verrini (Pistoia) Partito: nel 1° d'argento, alla testa di moro di nero, attortigliata del campo; nel 2° fasciato di sei pezzi di rosso e d'oro alias Partito: nel 1° d'argento, alla testa di moro d'azzurro, attortigliata del campo; nel 2° fasciato di sei pezzi di rosso e d'oro (citato in ASFI) |
|        | Verrusio (Molise) (la blasonatura non è stata ancora caricata) (citato in DAlena) |
|        | Versè di nero, al melo pomifero, e sradicato d'oro (citato in MONT – pag. 148) |
|        | Vertova troncato d'oro, all'aquila di nero, linguata di rosso, coronata del campo e di rosso al leopardo, al naturale, rampante (citato in GUCA – pag. 100 e in SPRE - Vol. II pag. 256) |
|        | Vertova (Bergamo) di rosso, alla tigre d'oro rampante, al capo del 2° caricato di un'aquila di nero (citato in GUCA – pag. 545) |
|        | Vertova (Bergamo) albero di pino sradicato e sfrondato di 7 rami di verde su oro - 3 stelle (6 raggi) di oro poste in fascia su azzurro in capo (citato in LEOM) |
|        | Vertova Conte Cattaneo del Friuli (Padova, Pordenone) aquila di nero su oro - leone rampante di oro su rosso (citato in LEOM) |
|        | Vertova Vertua Albertoni da Vertova Capitani di Vertova (Vertova) albero di pino sradicato e sfogliato di 7 rami di verde su oro - 3 stelle (6 raggi) di oro poste in fascia su azzurro sul capo dello scudetto su - croce patente di argento su inquartato di oro e di rosso accantonata da - aquila di nero coronata di oro su oro - leopardo illeonito al naturale su rosso (citato in LEOM) |
|        | Vertova Vertua Albertoni da Vertova Capitani di Vertova (Vertova) albero di pino sradicato e sfrondato di 7 rami di verde su oro - 3 stelle (6 raggi) di oro poste in fascia su azzurro in capo tutto su scudetto su - croce patente di argento sull'inquartato - aquila di nero coronata di oro su oro (1° e 4°) - su leopardo illeonito al naturale su rosso (2° e 3°) (citato in LEOM) |
|        | Vertua (Bergamo) aquila di nero coronata di oro sull'oro del troncato di oro e di rosso - leopardo illeonito di oro sul rosso (citato in LEOM) |
|        | Verusio o Verrusio (Napoli) Titolo: marchese, duca di Ceglie d'azzurro alla pecora sulla pianura erbosa, sormontata da due spade appuntate in capo da tre stelle (citato in (14)) pecora ferma su terrazzo erboso uscente dalla punta infilzata da 2 spade formanti una V tutto al naturale su azzurro - 3 stelle (6 raggi) di oro poste in fascia in alto su azzurro (citato in LEOM) |
|        | Verzaglia (Cesena, Bologna) elefante fermo di argento gualdrappato di rosso reggente una torre di oro posto su terrazzo di verde uscente dalla punta su azzurro (citato in LEOM) |
|        | Verzaglia (Cesena) (la blasonatura non è stata ancora caricata) (citato in BLCW) Immagine in Blasone Cesenate. |
|        | Verzaglia (Cesena) (la blasonatura non è stata ancora caricata) (citato in BLCW) Immagine in Blasone Cesenate. |
|        | Verzani (Volterra) D'azzurro, alla fascia diminuita di rosso, accompagnata in capo da tre stelle a otto punte d'oro, 1.2, e in punta da tre tronchi d'albero nodosi al naturale posti in banda e ordinati l'uno di fianco all'altro (citato in ASFI) fascia di rosso su azzurro accompagnata in alto da - 3 stelle (8 raggi) di oro poste 1,2 e in basso da 3 tronchetti di verde nodosi in banda posti in fascia su azzurro (citato in LEOM) alias Partito: nel 1° d'azzurro, alla fascia alzata di rosso, accompagnata in capo da tre stelle a otto punte d'oro e in punta da tre tronchi d'albero nodosi al naturale, posti in sbarra e ordinati uno di fianco all'altro, nodriti sul terreno obliquo dello stesso; nel 2° di rosso, al destrocherio di carnagione impugnante tre spighe d'oro (citato in ASFI) |
|        | Verzelina (Verona) palo di argento su verde accostato su entrambi i lati da - 11 gigli di oro posti 1,3,3,3,1 su verde (citato in LEOM) |
|        | Verzera (Messina) Di rosso, con l'aquila spiegata di nero, sormontata nel capo da una trangla dello stesso, caricata da tre stelle d'argento (citato in (17)) (Cenno storico in Famiglie nobili di Sicilia (archiviato dall'url originale il 12 maggio 2009).) |
|        | Verzolini (Cesena) (la blasonatura non è stata ancora caricata) (citato in BLCW) Immagine in Blasone Cesenate. |
|        | Verzoni d'oro al cane bracco di nero rampante, collarinato di rosso, tenente colle zampe anteriori una verza al naturale (citato in GUCA – pag. 584) |
|        | Verzoni (Prato, Fifrenze) D'oro, al cane rampante di nero, collarinato di rosso, tenente con le zampe anteriori un cavolo al naturale alias D'oro, al cane rampante di nero, collarinato di rosso, tenente con le zampe anteriori un cavolo al naturale; e al capo d'argento, caricato dell'aquila bicipite di..., abbassata sotto una crocetta gigliata di... alias D'oro, al cane rampante di nero, collarinato di rosso, tenente con le zampe anteriori un cavolo al naturale; e al capo d'argento, caricato dell'aquila bicipite di..., abbassata sotto una crocetta fioronata di... (citato in ASFI) |

### Ves
| Stemma | Casato e blasonatura |
| ------ | --- |
|        | Vesco (Sicilia) d'azzurro, alla fascia d'oro accompagnata in capo da un crescente d'argento e in punta da un capriolo del secondo (citato in Mango) |
|        | Vescovi (Siena) Di rosso, a due leoni affrontati d'oro (citato in ASFI) |
|        | Vespa (Alessandria) Titolo: consignori di Vignale D'oro, a tre vespe, al naturale, montanti, con il capo di argento, sostenuto di nero, carico di una croce di rosso (citato in (13)) |
|        | Vespi (Pistoia) D'oro, alla banda cucita d'argento, caricata di tre rose di rosso (citato in ASFI) |
|        | Vespignani (Roma) (la blasonatura non è stata ancora caricata) (Immagine nella Raccolta stemmi Trippini (JPG).) |
|        | Vespoli o Viespoli (Napoli, Massa Lubrense) Titolo: nobili Diviso innestato di nero e d'argento caricato il primo di una rosa del secondo (citato in DAlena) troncato innestato di nero e d'argento, il 1° punto caricato di una rosa d'argento (citato in (14)) rosa di argento sul nero del - troncato innestato di nero e di argento (citato in LEOM) |
|        | Vespucci (Firenze) D'argento, al leone di nero e alla banda diminuita attraversante di rosso (citato in ASFI) |
|        | Vespucci (Firenze) Di rosso, alla banda d'azzurro seminata di api (o vespe) d'oro alias Di rosso, alla banda d'azzurro seminata di api (o vespe) d'oro, la banda accompagnata nel cantone sinistro del capo da un vaso d'oro con una pianta di..., fiorita di tre pezzi di... alias Di rosso, alla banda d'azzurro seminata di api (o vespe) d'oro, la banda accompagnata nel cantone sinistro del capo da un vaso d'oro con tre fiori di... alias Di rosso, alla banda d'azzurro seminata di api (o vespe) d'oro, la banda accompagnata nel cantone sinistro del capo da una palla d'azzurro, caricata di tre gigli d'oro, 2.1 (citato in ASFI) |
|        | Vespucci (Firenze) vespe di oro viste di dorso (seminato di) su banda di azzurro su rosso (citato in LEOM) |
|        | Vespucci (Toscana) (DE) In Rot 1 blauer Schrägbalken, der Figur nach belegt mit 4 goldenen Fliegen (citato in KHIF) alias (DE) In Rot 1 blauer Schrägbalken, der Figur nach belegt mit 4 goldenen Fliegen und 1 silbernes linkes Obereck, belegt mit 1 goldenen Vase mit 3 natürlichen grünbeblätterten roten Rosen (citato in KHIF) |
|        | Vestri (Firenze) Fasciato di sei pezzi d'azzurro e d'argento, al rincontro di bufalo attraversante di nero, anellato d'oro alias Inquartato: nel 1° e 4° fasciato di sei pezzi d'azzurro e d'argento, al rincontro di bufalo attraversante di nero, anellato d'oro; nel 2° e 3° d'argento, al toro furioso di rosso (citato in ASFI) |
|        | Vestrucci (Firenze) Troncato in scaglione riverso di... e di..., al lambello di quattro pendenti di... nel primo (citato in ASFI) |
|        | Vestrucci (Toscana) (DE) 1 vierlätziger Turnierkragen und 1 erniedrigte Sturzsparrenleiste (citato in KHIF) |

### Vet
| Stemma | Casato e blasonatura |
| ------ | --- |
|        | Veterani (Cesena) (la blasonatura non è stata ancora caricata) (citato in BLCW) Immagine in Blasone Cesenate. |
|        | Vetere (Napoli, Roma) fascia di rosso su oro - 4 stelle (5 raggi) di argento poste in doppia fascia in alto - castello a 2 torri di pietra accostato a destra da un albero reciso tutto al naturale su oro in basso (citato in LEOM) |
|        | Vetere di San Mauro (Napoli, Roma) Titolo: nobile, predicato di San Mauro d'oro alla fascia di rosso, accompagnata in capo da quattro stelle d'argento, in punta di un castello vecchio, e di un albero d'ulivo il tutto al naturale (citato in (14))                                                                                          |
|        | Vetoli (Abruzzo) (la blasonatura non è stata ancora caricata) (citato in DAlena) |
|        | Vetrano (Sicilia) d'azzurro, al castello d'oro torricellato di cinque pezzi, la torre di mezzo più alta con una bandiera svolazzante a destra, il castello fondato in un mare d'azzurro fluttuoso d'argento (citato in Mango e in (17)) (Cenno storico in Famiglie nobili di Sicilia (archiviato dall'url originale il 5 marzo 2016).)         |
|        | Vettori (Firenze) trinciato di nero e d'argento alla banda d'azzurro seminata di gigli d'oro attraversante sulla partizione (citato in GUCA – pag. 547, in MONT - pag. 48) (DE) Durch 1 mit goldenen Lilien besäten blauen Schrägbalken schwarz-silber schräggeteilt (citato in KHIF)                                                          |
|        | Vettori (Firenze) Trinciato di nero e d'argento alias Trinciato di nero e d'argento, alla banda d'azzurro seminata di gigli d'oro, passata sulla partizione alias Trinciato di nero e d'argento, alla banda d'azzurro seminata di gigli d'oro, passata sulla partizione, e allo scudetto di Pescia posto in capo (citato in ASFI)              |
|        | Vettori (Roma) gigliato di Francia (seminato di gigli di oro) su banda di azzurro su trinciato di nero e di argento (citato in LEOM) Trinciato di nero e d'argento, alla banda d'azzurro seminata di gigli d'oro, passata sulla partizione (Immagine nell' Archivio Storico Capitolino (PDF) (archiviato dall'url originale il 5 marzo 2016).) |
|        | Vettori (Firenze) Trinciato d'argento e di nero, alla banda d'azzurro seminata di gigli d'oro, passata sulla partizione (Immagine nella Raccolta stemmi Trippini (JPG).) |
|        | Vettori del Drago (Firenze) D'azzurro, all'albero al naturale nodrito su un monte di tre cime d'oro, e affiancato a destra da uno scoiattolo di nero ascendente il monte e affrontato al tronco, e a sinistra da una stella a otto punte d'oro (citato in ASFI)                                                                                |

### Vey
| Stemma | Casato e blasonatura |
| ------ | --- |
|        | Veyssito o Verardo (Castagnole Piemonte) Di verde, al leone di rosso, cucito, accompagnato in capo a destra da una rosa dello stesso, in punta, a sinistra, da un elmo chiuso, d'argento (citato in (13)) |

### Vez
| Stemma | Casato e blasonatura |
| ------ | --- |
|        | Vezzani Pratonieri (Bologna, Milano, Trieste, Piacenza) aquila di nero coronata di oro su oro - scaglione alzato di argento su rosso accompagnato in basso da una pianticella di veccia (pianta erbacea a foglie pennate usata come foraggio) al naturale uscente dalla partizione su rosso (citato in LEOM) |
|        | Vezzi (Pistoia) Fasciato di sei pezzi d'argento e d'azzurro, al capo del secondo caricato di un crescente montante del primo, sormontato da una stella a otto punte d'oro (citato in ASFI) |
|        | Vezzosi (Firenze) Palato di sei pezzi di... e di..., ogni pezzo caricato di tre mosche d'ermellino di... (citato in ASFI) |
|        | Vezzosi (Pistoia) Trinciato d'azzurro e di rosso, alla banda d'oro passata sulla partizione e caricata di due delfini d'azzurro (citato in ASFI) |

### Via
| Stemma | Casato e blasonatura |
| ------ | --- |
|        | Vial e Vial de Maton (Napoli, San Giovanni a Teduccio) Titolo: nobile, barone di Santa Rosalia inquartato: 1° di rosso a due sciabole al naturale decussate, nel 2° d'azzurro alla freccia d'azzurro posta in sbarra; nel 3° d'azzurro al serpe verdeggiante al naturale ondeggiante in sbarra accompagnato da due stelle d'oro; nel 4° cinque punti di verde e quattro d'argento, il tutto attraversato da una fascia d'argento (citato in (14)) fascia di argento su - 2 sciabole al naturale incrociate punta in alto su rosso - freccia di argento posta in sbarra su azzurro - serpente ondeggiante in sbarra di verde accompagnato da 2 stelle (6 raggi) di oro poste in banda su azzurro - scaccato di verde e di argento (9 pezzi) (citato in LEOM) alias inquartato: al 1° di rosso, a due sciabole al naturale con la punta in su, poste in croce di S. Andrea; al 2° d'azzurró alla freccia d'argento posta in sbarra; al 3° d'azzurro, al serpe al naturale ondeggiante in sbarra ed accompagnato da due stelle di 6 raggi d'oro; al 4° agli equipollenti di . verde e d'argento; sul tutto una fascia d'argento caricata di tre E in carattere lapidario di nero (citato in (17)) (Cenno storico in Famiglie nobili di Sicilia (archiviato dall'url originale il 26 dicembre 2017).) |
|        | Vialardi o Guidalardi o Vidalardi (Vercelli) Titolo: conti di Frassinetto, Verrone, Villanova (segnalazione di Tomaso Vialardi di Sandigliano); signori di Sandigliano; consignori di Borriana, Casalvolone, Castellamonte, Cella, Ceretto, Colcavagno, Gorbio, Larizzate, Lessolo, Valdengo, Vettignè D'oro, a due bande di rosso, con il capo d'oro, cucito, carico di un'aquila coronata, di nero Motto: Spero egredi tota (citato in (13)) D'oro, a due bande di rosso; col capo cucito del primo, all'aquila di nero, coronata dello stesso (citato in (25), vol. III, p. 88 e in (26), vol. VI, p. 890) alias Inquartato; nel 1º e nel 4º d'oro all'aquila di nero, coronata del campo; nel 2º d'oro a due sbarre di rosso e nel 3º d'oro a due bande di rosso (citato in (25), vol. III, p. 88) |
|        | Vialardi (Torino) 2 bande di rosso su oro - aquila coronata di nero su oro in capo (citato in LEOM) |
|        | Viale d'argento a due tralci di vite, decussati e ridecussati, di verde, fruttati di rosso; col capo d'azzurro, carico di un sole d'oro Motti: Onus et honos (citato in SPRE – Vol. II pag. 57) |
|        | Viale o Viali (Saluzzo, Torino, Mondovì, Cuneo) Titolo: consignore di Brondello D'argento, alla banda di rosso, ripiena d'oro, con il capo d'oro cucito e carico di un'aquila coronata di nero (citato in (13)) d'argento con due bande di rosso, ed una d'oro nel mezzo di esse, sotto un capo cucito d'oro caricato di un'aquila rossa coronata del medesimo (citato in (19)) alias D'argento, alla banda di rosso, ripiena d'oro (citato in (13) e in (19)) Cimiero: una donna sedente sopra l'elmo, rappresentante la giustizia, che con la destra tiene una spada nuda, e con la sinistra la bilancia / la giustizia vestita di rosso, colla spada e le bilance Motto: Sic semper |
|        | Viale (Costigliole d'Asti) D'argento, alla banda di rosso, ripiena d'oro, con il capo d'oro, cucito, carico di un'aquila di nero Motto: Vi alii (citato in (13)) |
|        | Viale (Chieri) Titolo: signori di Viale nell'Astigiano Troncato, al 1° d'oro, all'aquila coronata di nero, linguata e armata di rosso, al 2° d'argento, con la fascia sulla partizione, di rosso, orlata di nero sul lembo superiore (citato in (13)) |
|        | Viale (Genova) D'azzurro, alla banda, accompagnata da due leoni, il tutto d'oro alias D'azzurro, alla banda d'oro, accompagnata da due leoni d'argento (citato in (13)) |
|        | Viale (Ovada) D'azzurro, alla banda d'oro, accompagnata da due leoni d'argento, posti l'uno nel capo, l'altro nella punta (citato in (22)) |
|        | Viale (Crescentino) Di rosso, a due tralci di vite, al naturale, decussati e ridecussati (citato in (13)) |
|        | Viallet Titolo: consignori di Mombello D'azzurro, al decusse, accantonato, in capo, da una stella, il tutto d'oro (citato in (13)) |
|        | Viallo (Asti) Titolo: consignori di Vinchio D'argento alla banda di rosso, ripiena d'oro (citato in (13)) |
|        | Viamoni (Nizzardo) Titolo: consignori di Bojone D'azzurro, alla fenice al naturale, infiammata di rosso, accompagnata da un sole d'oro, posta nell'angolo destro del capo (citato in (13)) |
|        | Viancino o Vianzino (Gassino, Savigliano) Titolo: conti di Viancino, Vinadio; consignori di Ceva, Genola, Torricella D'azzurro, sparso di stelle d'oro, alla banda d'argento, con il capo di rosso, cucito, carico di un nodo di Savoia, d'oro alias D'azzurro, alla banda d'argento, accompagnata da sei stelle, d'oro, con il capo di rosso, cucito, carico di un nodo di Savoia, d'oro Motto: Diriget Dominus (citato in (13)) |
|        | Vianelli (Roma, Chioggia) 3 bande di oro su azzurro (citato in LEOM) |
|        | Vianello (Chioggia) (d'azzurro, a tre bande d'oro) (citato in Araldica gentilizia (archiviato dall'url originale il 4 marzo 2016).) |
|        | Vianesio (Moncalieri) D'azzurro, a tre stelle (6) d'oro (citato in (13)) |
|        | Vianesio (Nizza) D'argento, al ciliegio al naturale, sostenuto da due leoncini affrontati, quello di destra di rosso, l'altro di nero, con il capo d'azzurro, carico di una crocetta d'argento, accostata da due stelle dello stesso (citato in (13)) |
|        | Viani o Viana o Viano (Torino, Rivarolo) Titolo: conti di Ovrano Troncato, al 1° d'argento, a due tralci di vite di uva rossa decussati e ridecussati; al 2° d'oro, a tre bande di rosso, con la fascia sulla partizione, d'azzurro, carica di tre stelle, d'oro (citato in (13)) 3 stelle (5 raggi) di oro su fascia di azzurro su troncato di argento e di oro - 2 tralci di vite di verde fruttati di rosso incrociati per 3 volte su argento - 3 bande di rosso su oro (citato in LEOM) Motto: Terra vi virtute coelum |
|        | Viani (Pallanza) Titolo: signori / conti di Suna e Rovegno Inquartato di rosso e d'argento, all'albero al naturale, nutrito nella punta dello scudo, con il capo d'oro, carico di un'aquila coronata di nero (citato in (13)) |
|        | Viani o Viano (Savigliano, Cuneo) Titolo: nobile Troncato di nero e di rosso, allo scaglione d'oro (citato in (13) e in (19)) Cimiero: giovane scapigliata, vestita di verde tenente colla destra una quercia e colla sinistra un breve scritto col motto Motto: Qui sperat in Domino non confundetur |
|        | Viani (Nizza) Titolo: nobile d'argento, all'albero di cerase strappato di verde fruttato di rosso, costeggiato di due leoni affrontati quello di destra di rosso, e quello di sinistra di nero; al capo d'azzurro d'una crocetta d'argento costeggiata di due stelle dello stesso (citato in ( 19)) Cimiero: giovane scapigliata, vestita di verde tenente colla destra una quercia e colla sinistra un breve scritto col motto Motto: Mors et vita |
|        | Viani (Mantova, Mirandola, Quistello) leone rampante sormontato da - 3 stelle (6 raggi) poste 1,2 tutto di oro su azzurro (citato in LEOM) |
|        | Vianisi o Vianisi Porzio (Messina) Titolo: duca di Montagnareale d'azzurro alla colomba d'argento volante in banda (citato in (14)) d'azzurro, alla colomba volante d'argento (citato in Mango e in (17)) colomba di argento in volo in banda su azzurro (citato in LEOM) alias d'azzurro all'albero d'oro sopra un terreno di verde (citato in (14)) d'azzurro, all'albero d'oro nodrito sopra un terrazzo di verde (citato in Mango e in (17)) albero di oro nodrito su terrazzo di verde uscente dalla punta su azzurro (citato in LEOM) alias Inquartato: nel primo e quarto d'azzurro, all'albero d'oro nodrito sopra un terrazzo di verde (che è di Vianisi); nel secondo e terzo di rosso, alla banda d'oro, accompagnata da due gigli dello stesso (che è di Porzio) (Vianisi Porzio) (citato in Mango e in (17)) alias Inquartato: nel primo d'oro, alla rovere di verde ghiandifera del campo nodrita sopra un terreno del secondo sostenente cinque porci di nero pascolanti tre a sinistra, due a destra (Porzio antico); nel secondo e terzo di rosso alla banda d'oro accompagnata da due gigli dello stesso (Porzio moderno); al quarto d'azzurro, alla colomba volante d'argento (Vianisi) (citato in Mango) Corona di duca (Cenno storico in Famiglie nobili di Sicilia (archiviato dall'url originale il 5 marzo 2016).) Ulteriore ragguaglio storico in Famiglie nobili di Sicilia (archiviato dall'url originale il 26 dicembre 2017). |
|        | Viansson Ponte (Lorena, Torino, Milano) Titolo: conti Partito, al 1° d'oro, al braccio destro armato, al naturale, movente dalla partizione, impugnante una palma di verde, al 2° d'argento, al ponte di rosso, fortificato da una torre dello stesso, il tutto sotto il capo d'azzurro, carico di tre stelle di argento, male ordinate (citato in (13)) braccio destro armato al naturale uscente da destra nella prima partizione afferrante con la mano di carnagione una foglia di palma di verde su oro - ponte a una luce fortificato di una torre tutto di rosso su argento - 3 stelle (5 raggi) di argento poste 1,2 su azzurro in capo (citato in LEOM) |
|        | Viarana (Torino, Lombardia) Titolo: conti di Monasterolo D'azzurro, alla banda d'argento, carica di tre rose, di rosso (citato in (13)) 3 rose di rosso su banda di argento su azzurro (citato in LEOM) |
|        | Viarana (Novara, Milano) Titolo: nobili Di verde, alla banda d'argento, carica di tre rose, di rosso (citato in (13)) 3 rose di rosso su banda di argento su verde (citato in LEOM) |
|        | Viard (La Salle, Aosta) Di rosso, a due scaglioni, accompagnati da tre stelle, il tutto d'oro (citato in (13)) |
|        | Viarisio o Viarizio (Chieri, Bersano) Titolo: consignori di Ceva, Lesegno, Oviglio, Rivarossa, Roasio, Torricella D'oro, al serpente di verde, linguato di rosso, ondeggiante in palo, con il capo di nero, carico di un leone d'argento, linguato e armato di rosso (che è di Aosta) (citato in (13)) |
|        | Viazzi d'azzurro al rovere al naturale terrazzato di verde, con la vite d'oro rampicante pampinosa di sette, il tutto sormontato da tre stelle di otto maleordinate D'azzurro, alla rovere sradicata al naturale, nutrita su un monte di verde, uscente dalla punta, con la vite di sette pampini d'oro, accollata al tronco, il tutto sormontato da tre stelle (8) d'oro, male ordinate Motto: Ad verum (citato in (13)) |

### Vib
| Stemma | Casato e blasonatura |
| ------ | --- |
|        | Viberti (Cherasco) D'argento, a due tralci di vite, al naturale, decussati e ridecussati, con il capo d'azzurro, carico di una stella d'oro Motto: Decori est (citato in (13)) |
|        | Vibò o Vibod (Delfinato, Torino) Titolo: conti di Maniglia, Massello, Ponte d'Assio, Prali, Salza; consignori di S. Martino di Perrero Inquartato, al 1º e 4º d'argento, al tralcio di vite, di verde, con tre pampini e tre grappoli d'uva, di nero, posti in banda, al 2º e 3º d'azzurro, al sole d'oro alias Inquartato, al 1º e 4º d'argento, al tralcio di vite, di verde, con tre pampini e tre grappoli d'uva, di nero, posti in banda, al 2º e 3º d'azzurro, al sole d'oro; sul tutto partito, d'azzurro, a tre api d'oro, e d'oro, all'aquila di nero Motto: Spes mea Deus (citato in (13)) |

### Vic
| Stemma | Casato e blasonatura |
| ------ | --- |
|        | Vicari (Cannero, Vercelli) Titolo: baroni di Sant'Agabio D'azzurro, al torrione di rosso, finestrato d'oro, con l'albero di verde, uscente dalla merlatura, con il capo d'azzurro, carico di una stella (6), d'argento, accostata da due gigli, d'oro (citato in (13)) |
|        | Vicari o Vicario (Torino) castello a 2 torri di rosso merlato alla guelfa finestrato di oro e chiuso di rosso uscente dalla punta cimato da un albero di verde tra le torri tutto su argento - stella (6 raggi) di argento affiancata da 2 gigli di oro su azzurro in capo (citato in LEOM) |
|        | Vicario (Garessio) in campo d'azzurro ha un albero fruttato e un chievrone d'argento (citato in (13)) |
|        | Vicchi (Siena) (la blasonatura non è stata ancora caricata) (Immagine nella Raccolta stemmi Trippini (JPG).) Motto: Caesaris sum |
|        | Vicecomitibus (la blasonatura non è stata ancora caricata) (citato in DAlena) |
|        | Vicecomitibus de Invorio (la blasonatura non è stata ancora caricata) (citato in DAlena) |
|        | Vicecomitibus de Oregio (la blasonatura non è stata ancora caricata) (citato in DAlena) |
|        | Vicecomitibus de Oregio Castello (la blasonatura non è stata ancora caricata) (citato in DAlena) |
|        | Vicecomitibus de Pobiano o Vicecomitibus de Poliano (la blasonatura non è stata ancora caricata) (citato in DAlena) |
|        | Vicecomitibus de Serono (la blasonatura non è stata ancora caricata) (citato in DAlena) |
|        | Vicedomini (Tortona) D'azzurro, a tre bande ondate di rosso (?) (citato in (13)) |
|        | Vicendetti o Vicendetto (Cuorgnè, Torino) Troncato d'azzurro e di rosso, con la fascia d'oro, in divisa e sulla partizione, accompagnata in capo da un'aquila d'argento, membrata di rosso, in punta da due palme, decussate, accostate in capo da una stella, il tutto d'oro Motto: Fide et fortitudine (citato in (13)) |
|        | Vicentini (Rieti) (la blasonatura non è stata ancora caricata) (Immagine nella Raccolta stemmi Trippini (JPG).) |
|        | Vici (Rimini) (la blasonatura non è stata ancora caricata) Notizie storiche nel sito della Associazione Pro Trevi. |
|        | Vicini (Pistoia) D'argento, al biscione rivolto di verde, serpeggiante in palo (citato in ASFI) |
|        | Vicini (Cesena) (la blasonatura non è stata ancora caricata) (citato in BLCW) Immagine in Blasone Cesenate. |
|        | Vicino o Vicino Pallavicino (Chiavari, Carrù, Torino, Firenze) Titolo: conti D'argento, al castello di rosso, torricellato di due, merlato alla guelfa, con il capo d'oro, cucito, carico di un'aquila nascente di nero, coronata del campo (citato in (13)) castello a 2 torri di rosso merlato alla guelfa su argento - aquila nascente di nero coronata di oro su oro in capo (citato in LEOM) |
|        | Vico (Centallo) Titolo: consignori di Montabone D'azzurro, al braccio vestito di rosso, tenente con la mano di carnagione un ramoscello di leucolo, al naturale, fiorito di tre pezzi in rosso e bianco Motto: Inter spem et metum (citato in (13)) |
|        | Vico (Centallo, Torino, Roma) Titolo: baroni D'azzurro, al braccio vestito di rosso, muovente dal lato sinistro, tenente con la mano di carnagione un ramoscello di violacciocche, al naturale, fiorito di tre pezzi di rosso e bottonate d'argento alias D'azzurro, al braccio vestito d'argento, muovente dal lato sinistro, tenente con la mano di carnagione un ramoscello di violacciocche, al naturale, fiorito di tre pezzi di rosso e bottonate d'argento Motto: Inter spem et metum (citato in (13))             |
|        | Vico (Milano) albero di rovere (quercia) nodrito su zolla uscente dalla punta tutto al naturale accompagnata da - 2 leoni controrampanti di oro tutto su azzurro - capo d'Impero (citato in LEOM) |
|        | Vico (Torino) braccio destro uscente da destra vestito di rosso afferrante con la mano di carnagione una pianta di violacciocca (pianta erbacea con fiori a grappolo di vari colori) fiorita di 3 pezzi di rosso e di argento su azzurro (citato in LEOM) |
|        | Vico o Vicco (Carmagnola) Troncato, al 1° di rosso, al giglio d'argento, accostato da due stelle, d'oro, al 2° d'oro, al tralcio di vite, di verde, fruttato di nero, posto in sbarra Motto: Opressa suavior (citato in (13)) |
|        | Vico (Alessandria, Pavia, Milano) Titolo: nobili D'azzurro, alla rovere nutrita su una zolla di terreno erboso, il tutto al naturale, e sostenuta da due leoni d'oro, affrontati, con il capo d'oro, carico di un'aquila di nero, coronata del campo (citato in (13)) |
|        | Vico (Sardegna) (la blasonatura non è ancora caricata) |
|        | Vico Zonza Torrellas (Sardegna) (la blasonatura non è ancora caricata) |
|        | Vicoli di argento alla fascia doppiomerlata di rosso di tre pezzi e caricata di tre stelle di 8 raggi d'oro (citato in SPRE – Vol. II pag. 226) |
|        | Vicolini (Cesena) (la blasonatura non è stata ancora caricata) (citato in BLCW) Immagine in Blasone Cesenate. |
|        | Vicomercato (la blasonatura non è stata ancora caricata) (citato in DAlena) |
|        | Vicuna (Napoli, Roma) Titolo: nobili d'azzurro a due mezzelune montanti d'argento, sospese a catene d'oro, accompagnate da due stelle dello stesso, poste una in capo ed un'altra in punta con la bordura di rosso caricata di sedici decusse d'oro (citato in (14)) 2 lune montanti di argento attaccate a una doppia catena di oro a forma di scaglione su azzurro accompagnate da 2 stelle (5 raggi) di oro poste in palo su azzurro - bordura di rosso caricata di 16 crocette di Sant'Andrea di oro (citato in LEOM) |

### Vid
| Stemma | Casato e blasonatura |
| ------ | --- |
|        | Vida (Trieste) 2 rami di vite al naturale fruttati di un grappolo di oro incrociati su azzurro (citato in LEOM) |
|        | Vida (Cremona) d'oro, ad un tralcio di vite al naturale, in palo (citato in BLCR) Immagine in Blasonario Cremonese (archiviato dall'url originale il 7 aprile 2014). |
|        | Vidaschi (Roma) (la blasonatura non è stata ancora caricata) (Immagine nell' Archivio Storico Capitolino (PDF).) |
|        | Vidau (Roma) 3 stelle (8 raggi) di argento su banda di azzurro su argento - cuore fiammeggiante di rosso posto in banda in alto a destra - torre al naturale a 2 palchi merlata alla ghibellina sostenente una aquila di nero tutto in basso a sinistra (citato in LEOM) |
|        | Vido (Chioggia) (la blasonatura non è stata ancora caricata) (citato in Araldica gentilizia (archiviato dall'url originale il 4 marzo 2016).) |
|        | Vidoni (Cremona) d'argento, alla torre di rosso, aperta e finestrata di nero, accollata da una vite fruttifera di verde, nascente dalla porta, entrante ed uscente per la finestra (citato in CROL – pag. 14, in GUCA - pag. 578 (d'argento, alla torre di rosso aperta e finestrata di nero alla vite pampinosa di verde coll'uva nascente dalla porta ed accollante la torre, entrando e uscendo per le finestre coronando la cima in MONT - pag. 95)                                  |
|        | Vidoni (Cremona) Titolo: Marchesi di San Giovanni in Croce d'argento, alla torre di rosso merlata di quattro pezzi alla ghibellina, aperta e finestrata del campo, fondata sulla pianura di verde, ed alla vite di verde, fruttifera di bianco al naturale; alla porta della torre, ed accollante, detta vite entrando ed uscendo per le finestre della torre, di cui corona la cima (citato in BLCR) Immagine in Blasonario Cremonese (archiviato dall'url originale il 7 aprile 2014). |
|        | Vidoni (Cesena) (la blasonatura non è stata ancora caricata) (citato in BLCW) Immagine in Blasone Cesenate. |
|        | Vidoni d'argento, al ciclamoro di rosso |
|        | Vidua (Conzano, Casale) Titolo: conti di Conzano D'azzurro, alla pianta di vite al naturale, nutrita nella punta dello scudo, con il capo d'oro, carico di un'aquila coronata, di nero alias D'argento, alla pianta di vite, nutrita nella punta dello scudo, il tutto di verde, con il capo d'oro, carico di un'aquila coronata, di nero (citato in (13)) |